# Abdul Chiari
Abdul Enrique Chiari Catuy (13 de enero de 1971 - 15 de julio de 2011) fue un exfutbolista panameño que jugó como delantero.

## Trayectoria
Apodado el Turco, Chiari jugó en los equipos locales Sporting Colón y Árabe Unido, ganó 4 títulos de Primera División de Panamá. En el momento de su muerte era segundo entrenador del club.

## Asesinato
En julio de 2011, Chiari recibió un disparó frente al Estadio Armando Dely Valdés. Dejó a su esposa y siete hijos. Fue enterrado en el cementerio de Monte Esperanza.

## Selección nacional
Hizo su debut con Panamá en un partido amistoso de junio de 1992 contra Honduras y disputó 8 partidos sin marcar goles. Ha representado a su país en la Copa de Naciones UNCAF de 1995.
Su último partido internacional fue un amistoso en junio de 2000 contra Ecuador.

### Participaciones en selección nacional
| Copa            | Sede        | Resultado    | Partidos | Goles |
| --------------- | ----------- | ------------ | -------- | ----- |
| Copa Uncaf 1995 | El Salvador | Primera fase | 2        | 0     |

## Clubes
| Club           | País   | Año         |
| -------------- | ------ | ----------- |
| Sporting Colón | Panamá | 1992 - 1995 |
| CD Árabe Unido | Panamá | 1995 - 2003 |

## Palmarés

### Títulos nacionales
| Título           | Club           | País   | Año     |
| ---------------- | -------------- | ------ | ------- |
| Linfuna          | CD Árabe Unido | Panamá | 1995    |
| Primera División | CD Árabe Unido | Panamá | 1998-99 |
| Primera División | CD Árabe Unido | Panamá | 2001-A  |
| Primera División | CD Árabe Unido | Panamá | 2001-C  |
| Primera División | CD Árabe Unido | Panamá | 2002-A  |